# Chris Kablan
Chris Kablan (Lucerna, 30 novembre 1994) è un calciatore svizzero, difensore dell'Akritas Chlōrakas.

## Caratteristiche tecniche
È un terzino sinistro.

## Statistiche

### Presenze e reti nei club
Statistiche aggiornate al 15 settembre 2018.
| Stagione        | Squadra         | Campionato      | Campionato | Campionato | Coppe nazionali | Coppe nazionali | Coppe nazionali | Coppe continentali | Coppe continentali | Coppe continentali | Altre coppe | Altre coppe | Altre coppe | Totale | Totale | Totale |
| Stagione        | Squadra         | Comp            | Pres       | Reti       | Comp            | Pres            | Reti            | Comp               | Pres               | Reti               | Comp        | Pres        | Reti        | Pres   | Reti   |        |
| --------------- | --------------- | --------------- | ---------- | ---------- | --------------- | --------------- | --------------- | ------------------ | ------------------ | ------------------ | ----------- | ----------- | ----------- | ------ | ------ | ------ |
| 2013-2014       | Kriens          | PRO             | 17         | 0          | CS              | 1               | 0               |                    | -                  | -                  |             | -           | -           | 18     | 0      |        |
| 2014-2015       | Kriens          | 1L              | 24+4       | 7+1        | CS              | 2               | 0               |                    | -                  | -                  |             | -           | -           | 30     | 8      |        |
| 2015-2016       | Kriens          | PRO             | 22         | 0          | CS              | 1               | 0               |                    | -                  | -                  |             | -           | -           | 23     | 0      |        |
| 2016-2017       | Kriens          | PRO             | 23         | 3          | CS              | 4               | 0               |                    | -                  | -                  |             | -           | -           | 27     | 3      |        |
| Totale Kriens   | Totale Kriens   | Totale Kriens   | 90         | 11         |                 | 8               | 0               |                    | -                  | -                  |             | -           | -           | 98     | 11     |        |
| 2017-2018       | Sion            | ASL             | 24         | 0          | CS              | 2               | 0               |                    | -                  | -                  |             | -           | -           | 26     | 0      |        |
| 2018-2019       | Sion            | ASL             | 4          | 0          | CS              | 1               | 0               |                    | -                  | -                  |             | -           | -           | 5      | 0      |        |
| Totale carriera | Totale carriera | Totale carriera | 118        | 11         |                 | 11              | 0               |                    | -                  | -                  |             | -           | -           | 129    | 11     |        |